# Сен-Мартен-Сепер
Сен-Марте́н-Сепе́р (фр. Saint-Martin-Sepert, окс. Sent Martin Set Pers) — коммуна во Франции, находится в регионе Лимузен. Департамент — Коррез. Входит в состав кантона Люберсак. Округ коммуны — Брив-ла-Гайярд.
Код INSEE коммуны — 19223.
Коммуна расположена приблизительно в 390 км к югу от Парижа, в 50 км южнее Лиможа, в 30 км к северо-западу от Тюля.

## Население
Население коммуны на 2008 год составляло 259 человек.
| 1962 | 1968 | 1975 | 1982 | 1990 | 1999 | 2008 |
| ---- | ---- | ---- | ---- | ---- | ---- | ---- |
| 337  | 417  | 330  | 300  | 251  | 260  | 259  |

## Администрация
| Период | Период | Фамилия     | Партия | Примечания |
| ------ | ------ | ----------- | ------ | ---------- |
| 2001   | 2008   | Сюзан Монде |        |            |
| 2008   |        | Андре Эно   |        |            |

## Экономика

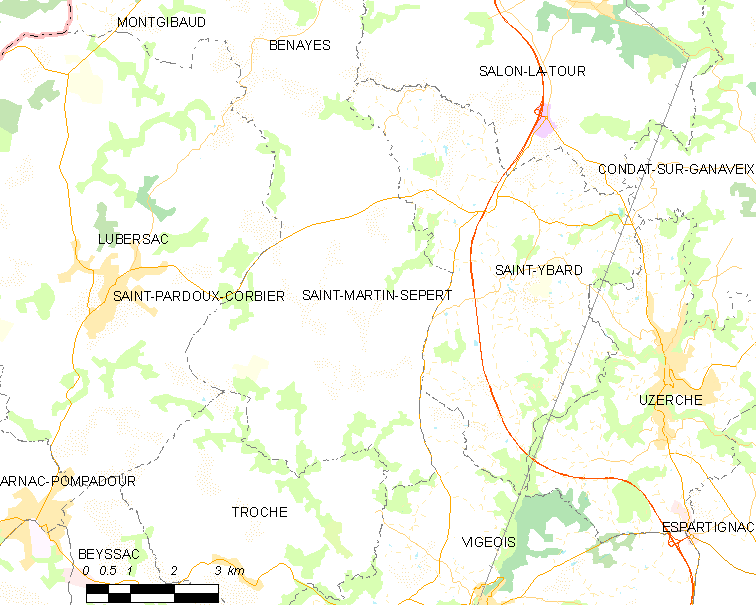
Карта коммуны

В 2007 году среди 165 человек в трудоспособном возрасте (15-64 лет) 121 были экономически активными, 44 — неактивными (показатель активности — 73,3 %, в 1999 году было 76,4 %). Из 121 активных работали 113 человек (62 мужчины и 51 женщина), безработных было 8 (4 мужчины и 4 женщины). Среди 44 неактивных 11 человек были учениками или студентами, 22 — пенсионерами, 11 были неактивными по другим причинам.